# Milligan Hills Park
Der Milligan Hills Park ist ein 72,26 km² großer Provinzpark im östlichen Landesinneren der kanadischen Provinz British Columbia, im Peace River Regional District. Er liegt etwa 150 km nordöstlich von Fort St. John nahe der Grenze zwischen British Columbia und Alberta. Eine Schotterstraße (137 Road) führt bis in einen Bereich von 3 km zur Parkgrenze.
Im Fort St. John Land and Resource Management Plan wurde das Gebiet 1997 zum Schutz empfohlen. Er gehört zu der Gruppe von fast 30 der Provincial Parks in British Columbia die am 28. Juni 1999 ausgewiesen wurden.
Der Milligan Hills Park liegt in der Alberta-Hochebene und repräsentiert den Ökobereich der Clear Hills und umfasst einen Teil des Entwässerungsgebiets des Chinchaga Rivers im östlichen Teil der Milligan Hills, in den nordwestlichen Ausläufern der Great Plains. Gekennzeichnet ist das Gebiet durch ebene bis hügelige Hochebenen mit einer Mischung aus borealen Weiß- und Schwarz-Fichten und Laubwäldern. 
Die Hauptaufgabe des Milligan Hills Park ist der Schutz eines regional bedeutsamen Wald- und Graslandlebensraums für eine gefährdete Population von Waldkaribus in Alberta.